# Gratiot (Ohio)
Gratiot é uma vila localizada no estado norte-americano de Ohio, no Condado de Licking e Condado de Muskingum.

## Demografia
Segundo o censo norte-americano de 2000, a sua população era de 187 habitantes.
Em 2006, foi estimada uma população de 191, um aumento de 4 (2.1%).

## Geografia
De acordo com o United States Census Bureau tem uma área de
0,3 km², dos quais 0,3 km² cobertos por terra e 0,0 km² cobertos por água. Gratiot localiza-se a aproximadamente 296 m acima do nível do mar.

## Localidades na vizinhança
O diagrama seguinte representa as localidades num raio de 20 km ao redor de Gratiot.